# Limenitis fidicula
Limenitis fidicula är en fjärilsart som beskrevs av Hans Fruhstorfer 1915. Limenitis fidicula ingår i släktet Limenitis och familjen praktfjärilar. Inga underarter finns listade i Catalogue of Life.